# نسواتشیلکا
نسواتشیلکا (به چکی: Nesvačilka) یک منطقهٔ مسکونی در جمهوری چک است که در ناحیه برنو-تسوونتری واقع شده‌است. نسواتشیلکا ۲٫۶۹ کیلومتر مربع مساحت و ۳۴۰ نفر جمعیت دارد و ۱۹۸ متر بالاتر از سطح دریا واقع شده‌است.